# Сонні Алі
Сонні (Сунні) Алі (*д/н —1492) — засновник й володар імперії Сонгаї у 1464—1492 роках. Загалом виграв 32 військові кампанії, перетворивши свою державу на найбільшу імперію Середньовічної Африки.

## Життєпис
Його мати походила з міста Фара. При народженні отримав ім'я Алі Колон. З дитинства на нього мали вплив традиційний анімізм та іслам. Про соціальне походження та молоді роки нічого невідомо. Відомо, що він став військовим вождем завдяки своїм звитягам в численних сутичках з сусідами сонгаїв, владності і здатності керувати військом. У 1464 році після повалення Сілмана Данді став правителем маленької держави Сонгаї, змінивши ім'я на Сонні («Рятівник») Алі.
Відразу став опікуватися збільшенням сонгайського війська і його озброєнням стрілами та списами з металу, металевою холодною зброєю. Водночас поділив військо на піхоту та кінноту. Основу першої складали селяни та навіть раби, другої — представники знаті та місцевої шляхти. Підготовка тривала до 1466 року. Першою справою Алі були перемоги над фульбе і догонами.
В 1466 році Сонні Алі вдерся на територію багатої торгової держави Женне (нині місто Дженне, Малі), що існувало на річці Бані та її притоках, та була васалом імперії Малі. До 1475 року війська Сонгаї підкорили цю країну повністю, коли було захоплено столицю Женне. Після цього оженився на представниці правлячого роду Женне. Слідом за цим підкорив місто Уалата.
Водночас, скориставшись складними стосунками впливового міста Тімбукту зі кочовими племенами туарегів, задля втручання у справи обох сторін. У 1468 році він урочисто прибув до Тімбукту з сильним військом. Коли племена таурегів в черговий раз відправилися в грабіжницький набіг на торгове місто, то вони несподівано для себе зустріли на підступах до нього багатотисячну армію Сонні Алі, готову з ними битися. Кочівники не стали приймати битви і пішли в савани на околиці пустелі Сахари. Після цього Сонні Алі підкорив саме Тімбукту, яке стало новою столицею імперії Сонгаї. За цим змусив турагев визнати свою зверхність.
Для розширення своєї влади на сусідні племена та держави, а також з метою контролювати судноплавство й інше переміщення річкою Нігер, Сонні Алі творив потужну човникову флотилію, яка мала військове й транспортне спрямування. на чолі її поставив командуючого з посадою «хі-кої». Водночас розділив імперію Сонгаї на провінції, якими урядували призначені ним намісники. Також задля зміцнення держави впровадив єдині стандарти міри й ваги.
Останні два десятиліття життя Сонні Алі воював з племенами народу мосі, столицею якого було місто Уагадугу. Причиною стали прикордонні суперечки. Володар Сонгаї у 1470 і 1478-1479 роках здійснив декілька великих походів проти мосі, в яких здобув перемоги. Мосі відповіли походом 1480 року, який Сонні Алі успішно і своєчасно відбив, не давши ворогові розграбувати селища долини річки Нігер і спустошити чималу частину своїх володінь.
У 1483 році виступ втретє проти мосі. Вирішальна битва відбулася біля містечка Кобі. Вона розпочалася з взаємного кидання стріл, а завершилася лютою і кровопролитною рукопашною. Тут вдалося взнаки те, що зброї з металу у мосі було набагато менше, ніж у сонгаїв. Перемога виявилася на боці Сонні Алі. після цього останній наказав сплюндрувати усі землі мосі.
У 1488 році здійснив четвертий похід проти мосі, який не дав такої ж здобичі як в попередні роки. Після цього здійснив низку походів проти держави догонів — Бандіагари. Останнім був успішний похід проти держави Ґурма.
Помер у 1492 році за невідомих обставин. Згідно «Таріх аль-Судан» Сонні Алі потонув під час перетину річки Нігер. За іншою версією його було вбито власним військовиком та небожем (сином сестри) Мухаммадом ібн Абі-Бакіром Туре. Після його смерті владу успадкував син Моні Бару, відомий як Сонні Бару, якого незабаром повалив Туре.